# Maddison Moore
Pour les articles homonymes, voir Moore.
Maddison Moore, née le 10 avril 1995, est une taekwondoïste britannique.

## Biographie
Maddison Moore est médaillée de bronze dans la catégorie des moins de 49 kg aux Championnats d'Europe pour catégories olympiques de taekwondo 2020 à Sarajevo puis aux Championnats du monde féminins de taekwondo 2021 à Riyad ainsi qu'aux Jeux européens de 2023 à Krynica-Zdrój.